# Kinnarumma landskommun
Kinnarumma landskommun var en tidigare kommun i dåvarande Älvsborgs län.

## Administrativ historik
Kommunen bildades i Kinnarumma socken 1862 och upphörde 1 januari 1961 då den gick upp i Viskafors landskommun.
Kommunerna Kinnarumma och Seglora förblev opåverkade av den riksomfattande kommunreformen 1952. 
Men när denna reform höll på att utvärderas och 1959 års indelningssakkunninga hade inlett sitt arbete med att förbereda nästa kommunreform så lades Kinnarumma och Seglora landskommuner samman år 1961 och bildade Viskafors kommun. Den fick namn efter tätorten Viskafors, som ligger på gränsen mellan Seglora och Kinnarumma socknar, med delar av tätorten på vardera sidan om sockengränsen.
Sedan år 1974 ingår området i Borås kommun.

### Kyrklig tillhörighet
I kyrkligt hänseende tillhörde kommunen Kinnarumma församling.

## Geografi
Kinnarumma landskommun omfattade den 1 januari 1952 en areal av 102,60 km², varav 96,79 km² land.

## Politik

### Mandatfördelning i Kinnarumma landskommun 1938–1958
|  | 24 |

| 25 |

| 25 |

| 25 |

|  | 17 | 4 | 3 |

| 24 |

| 19 | 3 |  | 2 |

| 23 |

|  | 17 | 3 |  | 3 |

| 23 |

| 18 | 3 |  | 3 |

| 22 |